# Тервиль (Швейцария)
Тервиль (нем. Therwil) — коммуна в Швейцарии, в кантоне Базель-Ланд.
Входит в состав округа Арлесхайм. Население составляет 9385 человек (на 31 марта 2008 года). Официальный код — 2775.